# Ultraman (DC Comics)
Ultraman é o nome de vários supervilões que aparecem em histórias publicadas pela DC Comics. Os personagens são todos contrapartes malignas ou corrompidas do Superman no universo alternativo. Ultraman apareceu pela primeira vez em Justice League of America #29 (agosto de 1964).

## Histórico de publicação
Ultraman apareceu pela primeira vez como a contraparte maligna do Superman na Terra-Três original. Tendo criado os mundos da Terra-Um, contendo os super-heróis da Era de Prata, bem como da Terra-Dois, contendo os da Era de Ouro, a DC Comics decidiu expandir o universo para incluir vários universos temáticos. A primeira delas foi a Terra-Três, na qual havia contrapartes vilões dos heróis da DC, bem como contrapartes heróicas dos vilões da DC. O primeiro Ultraman foi morto em Crise nas Infinitas Terras e a Terra-Três foi destruída por uma tempestade de antimatéria e depois eliminada da continuidade no final da série. Este Ultraman original da Terra-Três reapareceu brevemente tanto na série Animal Man dos anos 1980 quanto na minissérie Crise Infinita posterior.
Desde Crise nas Infinitas Terras, a DC voltou ao conceito de Ultraman, criando dois personagens diferentes com esse nome, muitas vezes aparecendo apenas para uma única edição em um arco de história. Houve várias aparições de ambos os personagens. A primeira versão foi uma versão antimatéria do Ultraman, criada para a história em quadrinhos JLA: Earth 2 de Grant Morrison. Esta versão apareceu várias vezes e foi morta no final da série Crise Final. Outra versão, mais próxima do Ultraman original da Era de Prata, apareceu na Terra-3 do universo Novos 52. Com base nos comentários de Grant Morrison, este universo da Terra-3 não é a Terra-Três pré-crise, tornando-o um novo personagem não relacionado às versões anteriores.

## Biografia de personagem fictício

### Ultraman da Terra-Três original
Ao contrário do Superman, o Ultraman da Terra-Três é fortalecido pela kryptonita, desenvolvendo originalmente uma superpotência completamente nova a cada nova exposição. Em um desses encontros, Ultraman adquiriu a habilidade de ver através de barreiras dimensionais, alertando assim o Sindicato do Crime sobre a existência de Terras alternativas em sua primeira aparição. Isto permitiu ao Sindicato atacar a Liga da Justiça e a Sociedade da Justiça. Ultraman também diferia do Superman, pois sua versão do planeta Krypton não havia explodido. A origem da kryptonita da Terra-Três nunca foi listada especificamente em nenhum livro publicado.
No entanto, está implícito que é o mesmo que a kryptonita comum, já que Ultraman obteve poderes quando exposto à kryptonita da Terra-Um e da Terra-Dois pré-crise, ganhando visão de calor e lançando algumas no Barry Allen. Ser exposto a uma grande parte dele o paralisou, pois ele adquiriu tantos novos superpoderes que seu corpo não conseguia decidir qual deles usar e, portanto, ele ficou congelado no lugar. Ele não parece ter sido afetado depois disso, então talvez ele possa rejeitar os poderes, ou eles desaparecem.
No início da década de 1980, Ultraman se uniu a Lex Luthor da Terra-Um e Alexei Luthor da Terra-Dois, em uma tentativa malsucedida de eliminar os Supermen da Terra-Um e -Dois (os Supermen foram, por sua vez, auxiliados pelo heróico Alexander Luthor da Terra-Três). Mais tarde, Ultraman se juntou ao resto do Sindicato do Crime em uma equipe com um vilão que viaja no tempo chamado Per Degaton, que encontrou sua prisão e os libertou. Degaton os usou em sua tentativa de conquistar a Terra-Dois, roubando mísseis nucleares da Crise dos Mísseis Cubanos da Terra Primordial, embora eles planejassem traí-lo. Isso também não teve sucesso, e ele os lançou no Futuro da Terra-1, tendo certeza de que isso aconteceria se eles o tocassem, e os eventos foram apagados da linha do tempo posteriormente. O Ultraman original foi eliminado na série limitada de 12 edições de 1985, Crise nas Infinitas Terras . Perturbado com o fato de que seus superpoderes eram inúteis no momento em que ele realmente precisava deles, ele voou direto para a nuvem de antimatéria que estava destruindo a Terra-Três, informando severamente ao Anel Energético: "Eu faço o que fiz durante toda a minha vida. Eu luto... até o fim!".
Após sua morte, o Ultraman Pré-Crise apareceu nas páginas de Homem-Animal. Lá, ele aprendeu que ele próprio era aparentemente um personagem de quadrinhos, que existia apenas para o entretenimento dos outros. Ele também lutou contra o Overman, outra versão do Superman do universo alternativo pré-crise que havia sido infectado por uma doença sexualmente transmissível, ficou louco e morreu, aparentemente por matar. Este Ultraman mais tarde desapareceu na máscara do Pirata Psíquico, que, por um tempo, foi o único que se lembrou do multiverso Pré-Crise.
Em Um ano depois há indícios de que um homem controlando Kandor, sob o nome de Kal-El, poderia ser Ultraman. Ele tem contado com a ajuda de um grupo de seguidores denominados “Louvadores” e a orientação da “Santa Mãe. Supergirl e Poderosa lutam contra seus esforços, fazendo com que seus seguidores de culto vacilem. Este líder também mata vários de seu próprio povo para manter sigilo sobre informações políticas. Foi agora revelado que este Kal-El é de fato Ultraman, que foi salvo da crise e sofreu uma lavagem cerebral pela Rainha de Saturno, sua "mãe", uma das mentes por trás do arco "Poder Absoluto" em Superman/Batman. Esta versão parece ser muito mais fraca, já que ele recebe uma surra violenta da Supergirl não uma, mas duas vezes.
Uma encarnação adicional do Ultraman Pré-Crise da Terra-Três fez aparições mais recentemente em Crise Infinita, onde Alexander Luthor, Jr. queria criar os chamados "seres perfeitos" a partir de seus modelos do falecido pai Alexander Luthor, Sr., o único super-herói da Terra-Três, Superman (tanto da Terra-Um quanto da Terra-Dois), Mulher-Maravilha (da Terra-Um e Dois) e o Ultraman e Supermulher da Terra-Três.
Durante o enredo de Convergência, Ultraman estava com o Sindicato do Crime quando eles planejaram libertar Supermulher do corredor da morte. Depois que eles falharam e as cúpulas caíram ao redor das várias cidades, Ultraman enfrentou o Superman da Legião da Justiça.

### Clark Kent (Ultraman Antimatéria)
Em 1999, Ultraman foi reintroduzido na história em quadrinhos LJA: Terra 2. O Sindicato do Crime da América (SCA) é revelado pela primeira vez à Liga da Justiça por Alexander Luthor, o sósia heróico de antimatéria do Lex Luthor. Nesta continuidade, o SCA vem do Universo Antimatéria, cada membro sendo a contraparte de antimatéria de um membro central da Liga.
Ao contrário do Ultraman Kryptoniano original pré-Crise da Terra-Três, o Ultraman de antimatéria foi totalmente reescrito para a continuidade moderna como o Tenente Clark Kent, um astronauta humano da Terra de antimatéria e não mais um Kryptoniano exatamente igual ao Superman. Depois que sua nave implodiu no hiperespaço, uma raça alienígena desconhecida reconstruiu Kent na tentativa de reparar o astronauta danificado, o que acabou alterando o humano tanto mental quanto fisicamente, dando-lhe ultrapoderes semelhantes aos superpoderes do Superman. De acordo com Alexander Luthor, o processo também distorceu a mente de Ultraman. Em contraste com o Superman, o poder do Ultraman depende de sua proximidade e exposição a uma substância chamada Anti-Kryptonita; quanto mais tempo e mais longe ele estiver separado dele, mais fraco ele se tornará. Foi demonstrado repetidamente que esta substância não tem efeito aparente no Superman, assim como foi demonstrado que a kryptonita não tem efeito no Ultraman.
O Ultraman de Antimatéria é infeliz no casamento com sua companheira de equipe do Sindicato do Crime, Supermulher. Seus alter-egos são os alternativos Clark Kent e Lois Lane da Terra da Antimatéria. No início dos anos 2000, os dois tiveram um filho juntos, mas Supermulher mantém um caso periódico com outro membro do Sindicato do Crime, Coruja, para grande frustração do Ultraman. Ultraman normalmente disparava seus raios oculares entre o Coruja e Supermulher como um aviso quando ele vê Coruja flertando com Supermulher, embora material de chantagem fotográfica não revelado em posse do Coruja impeça o Ultraman de realmente fazer algo permanente com ele.
Foi demonstrado que o Clark Kent antimatéria retornou à Terra da Antimatéria e novamente lidera o Sindicato do Crime de antimatéria. Em uma tentativa de reparar sua Terra após a destruição feita pelos Armeiros de Qward (que resultou como parte da sequência de sua aparição na primeira edição de JLA/Avengers ), foi demonstrado que o Sindicato estava sequestrando pessoas de todos os lugares. 52 universos de matéria conforme mostrado na série Trindade. Em Trinity #13, o Ultraman, Coruja e a Superwoman de antimatéria foram banidos para uma subdimensão alternativa pelo Superman depois que Superman derrotou Ultraman em uma luta.
Em Superman Beyond, o Ultraman de antimatéria foi recrutado em uma jornada para a versão do Limbo do Universo DC, junto com vários outros Supermen do universo alternativo, combinando brevemente - embora contra sua vontade - com Superman para ativar uma versão robótica massiva de si mesmos para derrotar Mandrakk, o monitor escuro, seu poder bruto combinado no robô junto com a força moral do Superman e a crueldade pragmática do Ultraman. Em Superman Beyond #2, foi mostrado que ele foi convertido em um ser vampírico. Na sétima edição de Crise Final, o Ultraman antimatéria foi aparentemente morto pelos Supermen unidos ao lado de seu novo mestre, Mandrakk.

### Ultraman da Terra-3 Pós-Crise
Na 52ª Semana 52, uma nova versão da Terra-Três foi mostrada como um universo entre o Multiverso DC Pós-Crise. Na representação estava a Sociedade do Crime da América, cujos membros eram versões distorcidas da Sociedade da Justiça da América original, incluindo o Superman. Os nomes dos personagens e da equipe não são mencionados nos dois painéis em que aparecem, mas este Ultraman Pós-Crise da Terra-3 foi originalmente mostrado como envelhecido, pois era uma contraparte do idoso Superman da Terra-2 Pós-Crise. Quando o Ultraman da Terra-3 é mostrado em aparições posteriores da série Contagem Regressiva, ele não está mais velho, mas jovem. A equipe da Terra-3 é a Sociedade do Crime da América.
A Sociedade faz sua primeira aparição solo em Countdown Presents The Search for Ray Palmer: Crime Society #1 (origem de Corujas, Garras e Brincalhão, que é um Coringa heróico da Terra-3 Pós-Crise) escrito por Sean McKeever e ilustrado por Jamal Igle. Nas aparições subsequentes, a Sociedade do Crime são agentes do exército Multiversal do Monarca. Ultraman, junto com vários outros membros da Sociedade do Crime, estavam na dimensão da Terra-51 quando o Superman-Primordial destruiu a armadura de contenção do Monarca, liberando toda a energia quântica do Monarca que destruiu toda a dimensão da Terra-51. Como tal, Ultraman é dado como morto junto com seus colegas membros da Sociedade do Crime. Um Ultraman com exatamente o mesmo design apareceu em The Brave and the Bold, alimentado pela mesma kryptonita que enfraquece o Superman. Ele foi trazido para a Terra principal por Mixyezpitelik, o Mxyzptlk do universo de antimatéria, para ajudar Superman a derrotar Megistus.

### Os Novos 52
Na continuidade reiniciada de Os Novos 52, uma nova versão do Ultraman é apresentada como um dos membros do Sindicato do Crime que chega da Terra-Três na conclusão do evento da Guerra da Trindade.
Esta versão do Ultraman é Kal-Il, que vem de uma versão de Krypton cujo povo é mesquinho e egoísta. Ao contrário de suas outras encarnações, eles ganham poder quando expostos à kryptonita verde. Pouco antes de Krypton ser destruído, os pais de Kal-Il, Jor-Il e Lara, o enviaram para a Terra-3 para um dia buscar vingança contra o ser que destruiu Krypton (a quem Jor-Il convocou inadvertidamente), ensinando-o a se tornar o ser mais forte do mundo. o planeta, ou se tornar nada. Após sua chegada à Terra-3, o jovem Kal-Il coagiu dois viciados em álcool, Johnny e Martha Kent, a adotá-lo, apenas para matá-los anos depois, quando ele não precisava mais deles. Ele fundou o Sindicato do Crime e conquistou o mundo. Ultraman é um megalomaníaco violento e homicida, além de um elitista e darwinista que valoriza a força e o egoísmo e odeia a fraqueza e o altruísmo. Depois que a Terra-3 foi devastada pelo mesmo ser que destruiu Krypton-3, Ultraman liderou o Sindicato do Crime até a Terra Principal para conquistá-la.
Esta versão do Ultraman possui os poderes padrão de um kryptoniano, só que ele é fortalecido pela kryptonita verde (sendo capaz de esmagá-la até virar pó e até mesmo cheirá-la como cocaína) e é enfraquecido pela luz solar amarela. Ele foi responsável pelo assassinato de Monocle quando afirmou que o Sindicato do Crime era a Liga da Justiça disfarçada. Ultraman moveu a lua na frente do sol para eclipsar a seção da Terra do Sindicato do Crime, bem como para se proteger de seus raios.
A versão Novos 52 do Ultraman é mostrada como incrivelmente forte (luta contra o Adão Negro e o derrota rapidamente) e é bastante imune à "magia Shazam", que, na continuidade pré-Novos 52, é uma das principais fraquezas do Superman (possivelmente porque Ultraman vem de um universo alternativo e não é afetado pela magia de um universo diferente). Além disso, Outsider mencionou que Ultraman matou muitos deuses da Terra-3. Na batalha final, Ultraman enfrenta Alexander Luthor, mas é derrotado, Alexander o deixa para roubar os poderes do Morte Nuclear. Ultraman mais tarde retorna e tenta atacar Lex Luthor depois que ele assassinou Alexander Luthor, apenas para ficar enfraquecido após Sinestro e Adão Negro moverem a lua e expô-lo à luz solar amarela. Lex Luthor opta por não matar Ultraman e, em vez disso, mata Atômica. Após a batalha, Ultraman e Superwoman estão sob custódia das autoridades. Ele é visto soluçando em sua cela.
Durante o enredo de "A Guerra de Darkseid", Ultraman é libertado e recebe kryptonita para lutar contra o antigo Anti-Monitor: Mobius. Quando ele ataca Mobius sozinho contra o conselho do Superman, ele se vê dominado. Mobius então mata brutalmente Ultraman a sangue frio.
Durante o evento "Ano dos Vilões", a Terra 3 junto com o Sindicato do Crime da América foi revivida. Ultraman estava presente quando Perpétua como Ultraman fica impressionado com seu derramamento de sangue. Depois de testemunhar o Relâmpago ser morto quando ele suspeita que aliar-se a ela é uma má ideia, Ultraman concorda em fazer com que seu Sindicato do Crime lidere o povo da Terra 3 em seu exército, onde o povo da Terra 3 foi transformado em Predadores Apex.
Durante o enredo de "Noites de Trevas: Death Metal" após a conquista do Multiverso por Perpétua, Ultraman e a Superwoman lutam contra Lanterna Verde, Superman da Terra 23 e Mulher-Maravilha da Terra 6 quando eles têm como alvo o diapasão de Perpétua que está alimentando sua Energia Anticrise. Desconfie do que Perpétua faria com a Terra 3, o Coruja usa uma arma feita em Qward para matar Ultraman e Superwoman. Usando um anel dos Lanternas Negros, Batman foi capaz de reviver Ultraman e Relâmpago para ajudar a combater as forças do Cavaleiro Mais Denso.

### Fronteira Infinita
Após a reinicialização do multiverso após Noites de Trevas: Death Metal, uma nova Terra-3 e Ultraman são criados. Kal Il é o último sobrevivente do planeta morto Krypton, enviado à Terra ainda bebê. Ele foi encontrado por Jonathan e Martha Kent, que o adotaram e o chamaram de Clark. Seus poderes se manifestaram cedo e ele nunca se preocupou em escondê-los, então as outras crianças ficaram com medo e o condenaram ao ostracismo, dizendo que ele era do espaço. Os Kents exploraram Clark e seus poderes para o trabalho livre, ensinando-lhe que a obediência era a virtude última e que as pessoas que não contribuíam para a sociedade deveriam ser insultadas como "aproveitadores". Eles também o manipularam para que fosse emocionalmente dependente deles, para que ele nunca saísse da fazenda. Quando ele era adolescente, em 1963, seus pais lhe mostraram sua espaçonave e lhe revelaram que ele era o último de sua espécie, dizendo que eles eram tudo o que ele tinha. Eles esperavam que isso o deixasse com medo de se libertar deles, mas na verdade ele se voltou contra eles, percebendo que eles apenas se aproveitaram dele. Ele voou para longe de Smallville, carregando seu navio.
Ultraman revelou-se ao mundo em 22 de novembro de 1963, assassinando o odiado presidente John F. Kennedy com sua visão de calor. Ele era o único meta-humano conhecido em seu mundo até que outros seres com poderes não naturais começaram a surgir no início do ano de 2021. O Ultraman permite ao povo de Metrópolis algumas liberdades limitadas, mas não tolera dissidência. As únicas pessoas que se atrevem a desafiá-lo abertamente são a editora-chefe do Planeta Diário, Cat Grant, e Alexander Luthor.
Após a invasão Starro, vários meta-humanos se revelaram ao mundo e Luthor começou a recrutá-los para sua Legião da Justiça. Coruja e Supermulher abordaram Ultraman para uma aliança para combater Luthor e governar o mundo, oferecendo-se para torná-lo seu líder. Ultraman aceita e Supermulher também se oferece a ele, na esperança de conceber um herdeiro.

### Poderes e habilidades
Ultraman possui, essencialmente, os mesmos superpoderes kryptonianos do Superman, embora a maioria das representações o mostre ganhando poderes com a exposição à kryptonita, até mesmo cheirando-a como uma droga na série Novos 52; contrastando o Superman, que é fortalecido pela luz solar amarela. Ultraman também é enfraquecido pela luz solar amarela nos quadrinhos dos Novos 52, já que seus pais afirmam que a luz solar direta do sol da Terra quebra a radiação de kryptonita nas células dos Kryptonianos da Terra-Três, privando-os de seus poderes e causando fraqueza física e possivelmente sofrimento emocional. bem. Algumas representações mostraram Ultraman sendo fortalecido pela "Anti-Kryptonita", mas não enfraquecido pela Kryptonita do universo mainstream ou pela luz solar amarela como nos Novos 52.
No filme de animação Liga da Justiça: Crise em Duas Terras, Ultraman é enfraquecido pela kryptonita azul que veio de sua Terra e de Terras alternativas, embora nunca seja explicitamente declarado o que produz suas habilidades. O Ultraman de Smallville mostrou ser vulnerável à kryptonita (de ambas as Terras) e fortalecido pela luz solar amarela como o Superman da Terra-Um. O Ultraman Antimatéria era um humano habilitado pela Anti-Kryptonita e exigia que sua pessoa mantivesse seus poderes enquanto a Kryptonita normal não o afetasse.
Há uma diferença nos nomes de algumas de suas habilidades (super força é chamada de ultra força, super visão é chamada de ultra visão, super velocidade é chamada de ultra velocidade, super audição é chamada de ultra audição, etc.). Seus outros poderes são voo, visão de calor (que ele costuma usar para intimidar ou assassinar pessoas), visão de raio-x e invulnerabilidade.
Superman observou durante uma luta com Ultraman que Ultraman assassinava constantemente seus oponentes em seus primeiros confrontos, na verdade o tornava mais fraco que Superman, já que ele simplesmente eliminou seus inimigos ao encontrá-los, pois eles ainda estavam se acostumando com seus poderes, enquanto Superman lutava contra eles enquanto eles continuavam. para ficar mais forte e assim teve que se aprimorar, colocando o Ultraman em desvantagem diante da capacidade do Superman de pensar taticamente, embora esse confronto tenha ocorrido quando o Superman foi sujeito a um feitiço complexo que estava fazendo com que ele se 'fundisse' com o Batman e a Mulher-Maravilha, permitindo permitir que ele aproveite sua experiência tática superior. Além disso, o primeiro retrato em quadrinhos mostrou Ultraman sendo derrotado quando superexposto à criptonita, pois ganhava muito poder para seu corpo aguentar; isso é semelhante ao que causou uma morte lenta ao Superman em Grandes Astros Superman quando ele voou muito perto do sol e ganhou mais força do que seu corpo poderia suportar.

## Outras versões

### Terra-43
Assim como a Terra-3, há também uma nova iteração dos Novos 52 do Ultraman (em oposição ao Superman) na Terra-43 dominada por vampiros, que é membro da ex-meta-humana vampírica "Liga Sangrenta", que também inclui sósias vampiros de vários super-heróis e supervilões.

## Em outras mídias
- Uma variação de Ultraman chamada Kal-Ul aparece no episódio "Universe of Evil" de The World's Greatest SuperFriends, dublado por Danny Dark. Da mesma forma que os quadrinhos e Kal-El/Superman, Kal-Ul vem da Terra-Três e foi enviado de Krypton para a Terra. Após sua chegada à Terra, ele continuou a ficar mais forte até atingir a idade adulta, renomeando-se como "Ultraman", começou uma vida de destruição e, eventualmente, fundou os Super Inimigos.
- Uma variação de Ultraman chamada Clark Luthor aparece na décima temporada de Smallville, interpretada por Tom Welling. Esta versão vem da Terra 2, onde o pequeno Kal-El foi descoberto e criado por Lionel Luthor em vez de Jonathan e Martha Kent e se tornou o assassino Ultraman. Além disso, Ultraman tem uma cicatriz em forma de L no braço direito depois que seu irmão adotivo, Lex Luthor, o atacou com kryptonita dourada. No episódio "Luthor", ele viaja para a Terra-Um depois que Clark Kent ativa uma caixa de espelhos e inadvertidamente faz com que ele e Ultraman troquem de universo. Livre da influência de Lionel, Ultraman gosta de viver na Terra-Um até que Clark Kent ativa uma Caixa de Espelhos da Terra-Dois para desfazer a troca. No episódio "Kent", Ultraman foge após matar Oliver Queen de seu universo, que expôs ao mundo a identidade secreta e a vulnerabilidade do primeiro à kryptonita verde. Depois de usar sua Mirror Box para trocar de lugar com Clark Kent mais uma vez, Ultraman tenta encontrar o Lionel da Terra-Um até que Clark Kent retorne e o derrote. Ao retornar à Terra-Dois, Ultraman é saudado por sua versão de Jor-El.

### Filme
- Ultraman aparece em Liga da Justiça: Crise em Duas Terras, dublado por Brian Bloom. Esta versão é a líder do Sindicato do Crime e possui uma vulnerabilidade à Kryptonita Azul.
- Ultraman aparece em Liga da Justiça: Crise nas Infinitas Terras – Parte Um, dublado por Matt Lanter.

### Jogos eletrônicos
- Ultraman aparece como personagem jogável em Lego DC Super-Villains, dublado por Nolan North. Após o desaparecimento da Liga da Justiça, ele e o Sindicato do Crime se passam pelo Sindicato da Justiça, com Ultraman também adotando o pseudônimo de Kent Clarkson, o substituto de Clark Kent no Planeta Diário, para espalhar informações falsas ao público.
- Ultraman aparece como chefe no DC Universe Online como parte da DLC "Earth-3".